# Egelantiergroep
De egelantiergroep, egelantierrozen-groep of egelantier s.l. (Rosa subsect. Rubigineae) is een subsectie uit het geslacht roos (Rosa).

## Determinatie
De soorten binnen deze subsectie zijn te herkennen aan hun sterk beklierde bladeren, die (vooral bij wrijving) een appelachtige geur verspreiden. De voornoemde bekliering is altijd sterker dan de eventueel aanwezige echte beharing.

## Lagere taxa
De subsectie omvat de volgende soorten en nothospecies.
- kraagroos (Rosa agrestis)
- Rosa caryophyllacea
- wigbladige roos (Rosa elliptica)
- schijnegelantier (Rosa ×gremlii)
- Rosa iberica
- schijnkraagroos (Rosa inodora)
- Rosa pouzinii
- Rosa pulverulenta
- egelantier s.s. (Rosa rubiginosa s.s.)
- Rosa serafinii
- Rosa zalana